# Gattinara (Italië)
Gattinara is een gemeente in de Italiaanse provincie Vercelli (regio Piëmont) en telt 8506 inwoners (31-12-2004). De oppervlakte bedraagt 33,5 km², de bevolkingsdichtheid is 254 inwoners per km².
De volgende frazioni maken deel uit van de gemeente: S. Bernardo, Madonna di Rado.

## Demografie
Gattinara telt ongeveer 3649 huishoudens. Het aantal inwoners daalde in de periode 1991-2001 met 1,0% volgens cijfers uit de tienjaarlijkse volkstellingen van ISTAT.
| Jaar | Inwoneraantal |
| ---- | ------------- |
| 1991 | 8701          |
| 2001 | 8612          |

## Geografie
De gemeente ligt op ongeveer 265 m boven zeeniveau.
Gattinara grenst aan de volgende gemeenten: Ghemme (NO), Lenta, Lozzolo, Roasio, Romagnano Sesia (NO), Rovasenda, Serravalle Sesia.